# Sven Mijnans
Sven Mijnans (Spijkenisse, Países Bajos, 9 de marzo de 2000) es un futbolista neerlandés que juega de centrocampista en el AZ Alkmaar de la Eredivisie.

## Trayectoria
Jugó en la academia del VV Spijkenisse. Tras pasar por el Sparta de Róterdam y el Feyenoord de Róterdam, se incorporó a los 16 años a la academia del ADO La Haya. Sin embargo, regresó al VV Spijkenisse un año después. Debutó en la Derde Divisie en febrero de 2018.
Se unió al Sparta de Róterdam en mayo de 2018. Al comienzo de la temporada, realizó sesiones de entrenamiento con el segundo equipo, pero jugó la mayoría de sus partidos en la categoría sub-19. Debutó en la Tweede Divisie con el segundo equipo en noviembre de 2018. Durante la segunda mitad de la temporada, fue titular habitual del segundo equipo. Fue incluido en siete ocasiones en la convocatoria del primer equipo al final de su primera temporada en el Sparta de Róterdam, ya que el club ganó el ascenso a la Eredivisie a través de los play-off. Fue incluido en la convocatoria para un partido de la Eredivisie por primera vez el 14 de septiembre de 2019 contra el AZ Alkmaar.
En septiembre de 2020 amplió su contrato en el Sparta de Róterdam hasta junio de 2022, con opción a una temporada más. Cinco días después, debutó oficialmente con el Sparta de Róterdam, sustituyendo a Adil Auassar durante los últimos minutos del partido que se saldó con derrota por 2-0 ante el S. B. V. Vitesse en el Gelredome. El 4 de octubre de 2020, el Sparta de Róterdam perdía 4-0 contra el AZ Alkmaar cuando sustituyó a Bryan Smeets en el descanso. Al final del partido, marcó su primer gol profesional para empatar. El 28 de octubre de 2020, Henk Fraser le dio su primera titularidad profesional, en el partido de la Copa de los Países Bajos contra el ADO La Haya, que se saldó con derrota tras una tanda de penaltis. Amplió su contrato en el Sparta de Róterdam hasta el verano de 2024 en agosto de 2021. El 18 de diciembre de 2021 marcó los dos goles del Sparta de Róterdam en el empate a 2-2 contra el Vitesse. El Sparta de Róterdam terminó la temporada de la Eredivisie con un punto de ventaja sobre la zona de descenso.
El 31 de enero de 2023 firmó un contrato hasta 2028 con el AZ Alkmaar, que al parecer pagó 2.5 millones de euros por su traspaso al Sparta de Róterdam.

## Selección nacional
En octubre de 2021 fue incluido por primera vez en la convocatoria provisional de la selección sub-21 de los Países Bajos por Erwin van de Looi. En mayo de 2022 fue incluido por primera vez en la lista definitiva del equipo sub-21. Debutó con la selección el 7 de junio de 2022, como titular en el partido de clasificación para la Eurocopa contra Gibraltar (6-0).

## Estadísticas

### Clubes
Actualizado al último partido disputado el 7 de noviembre de 2024.
| Club                              | Div.          | Temporada     | Liga  | Liga  | Liga   | Copas nacionales | Copas nacionales | Copas nacionales | Copas internacionales | Copas internacionales | Copas internacionales | Total | Total | Total  |
| Club                              | Div.          | Temporada     | Part. | Goles | Asist. | Part.            | Goles            | Asist.           | Part.                 | Goles                 | Asist.                | Part. | Goles | Asist. |
| --------------------------------- | ------------- | ------------- | ----- | ----- | ------ | ---------------- | ---------------- | ---------------- | --------------------- | --------------------- | --------------------- | ----- | ----- | ------ |
| Jong Sparta · Países Bajos        | 3.ª           | 2018-19       | 17    | 2     | 1      | —                | —                | —                | —                     | —                     | —                     | 17    | 2     | 1      |
| Jong Sparta · Países Bajos        | 3.ª           | 2019-20       | 24    | 3     | 0      | —                | —                | —                | —                     | —                     | —                     | 24    | 3     | 0      |
| Jong Sparta · Países Bajos        | 3.ª           | 2020-21       | 3     | 3     | 0      | —                | —                | —                | —                     | —                     | —                     | 3     | 3     | 0      |
| Jong Sparta · Países Bajos        | Total club    | Total club    | 44    | 8     | 1      | 0                | 0                | 0                | 0                     | 0                     | 0                     | 44    | 8     | 1      |
| Sparta de Róterdam · Países Bajos | 1.ª           | 2020-21       | 32    | 2     | 3      | 1                | 0                | 1                | —                     | —                     | —                     | 33    | 2     | 4      |
| Sparta de Róterdam · Países Bajos | 1.ª           | 2021-22       | 30    | 3     | 3      | 2                | 0                | 0                | —                     | —                     | —                     | 32    | 3     | 3      |
| Sparta de Róterdam · Países Bajos | 1.ª           | 2022-23       | 19    | 3     | 5      | 2                | 0                | 0                | —                     | —                     | —                     | 21    | 3     | 5      |
| Sparta de Róterdam · Países Bajos | Total club    | Total club    | 81    | 8     | 11     | 5                | 0                | 1                | 0                     | 0                     | 0                     | 86    | 8     | 12     |
| AZ Alkmaar · Países Bajos         | 1.ª           | 2022-23       | 15    | 4     | 3      | 1                | 0                | 0                | 6                     | 0                     | 1                     | 22    | 4     | 4      |
| AZ Alkmaar · Países Bajos         | 1.ª           | 2023-24       | 30    | 4     | 5      | 1                | 0                | 0                | 8                     | 2                     | 0                     | 39    | 6     | 5      |
| AZ Alkmaar · Países Bajos         | 1.ª           | 2024-25       | 11    | 2     | 2      | 0                | 0                | 0                | 4                     | 0                     | 1                     | 15    | 2     | 3      |
| AZ Alkmaar · Países Bajos         | Total club    | Total club    | 56    | 10    | 10     | 2                | 0                | 0                | 18                    | 2                     | 2                     | 76    | 12    | 12     |
| Total carrera                     | Total carrera | Total carrera | 181   | 26    | 22     | 7                | 0                | 1                | 18                    | 2                     | 2                     | 206   | 28    | 25     |